# Апостол Амплије
Амплије (лат. Ampliatus) је један од Христових седамдесет апостола, свештеномученик и епископ Диоспола у Палестини. 
Апостола Амплије Помиње Апостол Павле у својој Посланици Римљанима: „Добродошао Амплије мој, љубљени у Господу“ (Рим16:8). Према предању, Амплија је Апостол Андреј поставио за епископа Диоспола (Палестина). Због своје ревносне проповеди Јеванђеља убијен од стране јеврејских прогонитеља.
Православна црква га прославља 4. јануара и 31. октобра по јулијанском календару.